# 2-メチルヘプタン
2-メチルヘプタン(2-Methylheptane)は、分岐鎖アルカンで、オクタンの異性体である。ヘプタンの2番目の炭素原子にメチル基が結合している。可燃性の無色液体で、燃料として用いられる。
接頭辞「[[アルカン#分枝アルカンの慣用名|イソ」の標準的な定義を厳密に用いると、2-メチルヘプタンは、イソオクタン(Isooctane)と呼ぶことができる。しかし、この言葉は通常、より重要なオクタンの異性体である2,2,4-トリメチルペンタンを指すのに用いられる。